# Maximiliano Silerio Esparza
Maximiliano Silerio Esparza es un político mexicano, miembro del Partido Revolucionario Institucional, ha sido gobernador de Durango de 1992 a 1998.
Ha ocupado los cargos de diputado federal por el II Distrito Electoral Federal de Durango a la L Legislatura de 1976 a 1979, electo senador por Durango para el periodo de 1988 a 1991, renunció al cargo en 1992 al ser postulado candidato del PRI a Gobernador para el periodo 1992 a 1998.
Durante su periodo de gobierno mantuvo un conflicto limítrofe con el estado de Zacatecas a causa de una reclamación de tierras por parte de indígenas tepehuanos.
Además ha desempeñado numerosos cargos como Delegado de su partido en varios estados de la república. y miembro del consejo político estatal del Partido Revolucionario Institucional en Durango